# 三井アウトレットパーク 仙台港
三井アウトレットパーク 仙台港（みついアウトレットパーク せんだいこう）は、宮城県仙台市宮城野区の仙台港背後地（みなと仙台ゆめタウン）に所在する、三井アウトレットパーク系列のアウトレットモール。以下、「MOP仙台港」と記載する。

## 概要
仙台市都心部から見て北東郊外の仙塩地区に位置する。所在地は、都心部や仙台空港から多賀城跡および日本三景・松島への途上である仙台港背後地（宮城県の県有地）で、周辺にはロードサイド店舗が既に集積している。
宮城県企業局・仙台市が実施した「みなと仙台ゆめタウン 仙台港背後地センター地区事業提案募集」に三井不動産グループが「（仮称）仙台ボードビレッジ計画」として提案・当選。仙台・宮城デスティネーションキャンペーン（以下「仙台・宮城DC」）前にした2008年9月12日に、三井アウトレットパークシリーズとしては8施設目として開業した。
入居する物販店のうち日本初出店が11店、東北初出店が82店とされ、飲食店は約20店で、うち9店がフードコート（550席）となっている。高さ約50mの観覧車も敷地内に設置している。
アウトレットモール形式の物販施設であるが、東北地方における主要な観光ルート上にあることから、土産品や観光情報が並ぶスペースが設置してある。また、観覧車や「東北の味めぐり」がテーマのフードコートを設置しており、単独で観光施設的な面も持ち合わせる。その一方で、日本における主要なサーフスポットの1つである仙台港に隣接することから、サーフィン店が出店しているのも特徴。
なお、仙台泉プレミアム・アウトレット（三菱地所・サイモン系列。以下「仙台泉PO」）が、都心部の北西郊外の泉パークタウン内に2008年10月16日開業した。そのため、都心部の西郊外に既に開業しているヒルサイドショップス&アウトレットも含め、アウトレットモール同士の三つ巴の競争が予想された。ただし、三井不動産としては、MOP仙台港と仙台泉POの両方に客は足を運ぶと見て、相乗効果による集客増を期待している。このような郊外の大型店に対抗し、都心部でも仙台・宮城DCに合わせて仙台パルコが出店したり、仙台三越や藤崎が増床したり、仙台フォーラスなどが改装を行ったりしており、商圏の変革が予想されている。
MOP仙台港の開業に次いで、翌年10月29日には三井不動産をデベロッパー、ららぽーとマネジメントを運営会社とするララガーデン長町が、ザ・モール仙台長町に隣接して開業している。

## 沿革
- 2007年（平成19年）
  - 3月28日 - 三井不動産株式会社（東京都中央区）と株式会社カインズ（群馬県高崎市）が共同提案した「仙台ポートビレッジ計画」（仮称）が、仙台港背後地「みなと仙台ゆめタウン」センター地区の事業として採用された[6]。
  - 5月30日 - 事業用借地権設定契約等に関する基本協定を宮城県との間で締結。
  - 10月2日 - 出店計画が正式発表[7]。
  - 10月8日 - 着工。
- 2008年（平成20年）
  - 9月 - TBS系列4局（IBC岩手放送、東北放送、テレビユー山形、テレビユー福島）でオープン記念特集番組をはしのえみ、白石みき、金子貴俊出演で放送した。
  - 開業日に合わせて、角川クロスメディアから「仙台Walker」（「街角ウォーカー」のムック）が発売された。同誌には、MOP仙台港の全店舗が載っている小冊子が綴じ込みされた。
  - 9月12日 - 開業。
  - 9月13日-14日 - 「the 18th 定禅寺ストリートジャズフェスティバル」のタイアップステージ（三井アウトレットパーク仙台港&エコノハ・タイアップステージ）が設置された。
  - 10月11日-12日 - みちのくYOSAKOIまつりの演舞場の1つが設置された。
- 2009年（平成21年）
  - 4月18日 - 日本テレビ系列4局（テレビ岩手、ミヤギテレビ、山形放送、福島中央テレビ）で、宣伝番組の『ひなのとマリエのアウトレットスタイル仙台港!!』を放送[8]。
  - 9月12日-13日 - 「the 19th 定禅寺ストリートジャズフェスティバル」のタイアップステージが設置された。
  - 5月25日 - 「仙台ポートビレッジ計画」（仮称）を三井不動産と共同提案したカインズをデベロッパーとするカインズモール仙台港（カインズスーパーホームセンター仙台港店が核店舗）が近隣に開業。
  - 6月18日 - カインズモール仙台港にセカンドコアとしてケーズデンキ仙台港店（運営はデンコードー）が開業。
- 2010年（平成22年）2月28日 - チリ地震に伴う大津波警報を受けて午前10:30に閉館し、その事を公式サイトでも発表した。情報の更新が確認できた数少ない企業の一つ。
- 2011年（平成23年）
  - 3月11日 - 東北地方太平洋沖地震（東日本大震災）で被災し、営業休止。
  - 6月25日 - 営業再開。

## アクセス
- 電車 : 東日本旅客鉄道（JR東日本）仙石線・中野栄駅から徒歩8分。仙台駅 - 中野栄駅間は18分。
- 路線バス : 
  - JR仙台駅西口50番のりばから宮城交通「仙台港フェリーターミナル」行で約35分。1日4往復。
  - ミヤコーバス荒井多賀城線「アウトレット仙台港」2時間間隔で運行（土曜・日曜・祝日のみ運行）。
- 高速バス・都市間バス
  - 仙台空港 - 松島線（岩手県北自動車、毎日運行）
  - 仙台・大館号（秋北バス、土曜・日曜・祝日等のみ運行）
  - アーバン号（仙台 - 盛岡線、岩手県北自動車、土曜・日曜・祝日のみ運行）
- タクシー : 2525タクシーが仙台駅との間で片道3,000円の定額運行を行っている。

## 周辺
- 仙台港（仙台塩釜港仙台区）
- 仙台うみの杜水族館
- カインズモール仙台港 : 隣接する県有地（センター地区25街区）に出店。カインズスーパーホームセンター仙台港店が核、ケーズデンキ仙台港店がサブコアとなっている。
- カワチ薬品 仙台ゆめタウン店
- エコノハ（ミヤギテレビ オール電化住宅体験ミュージアム 仙台港） : 同じブロック内にある
- 夢メッセみやぎ
- アクセル
- キリンビール 仙台工場
- 東京インテリア家具 仙台港本店
- ファッション市場サンキ仙台港店

## 東北地方のアウトレットモール
- （仙台市東部）三井アウトレットパーク 仙台港（三井アウトレットパーク系列）
- （仙台市北西部）仙台泉プレミアム・アウトレット（三菱地所・サイモン系列）